# Bacchus et Ariane (Lombardo)
Pour les articles homonymes, voir Bacchus et Ariane (homonymie).
Bacchus et Ariane est un haut-relief en marbre de Carrare (71 x 55 cm) du sculpteur italien Tullio Lombardo, réalisé vers 1505-1510 et conservé au Kunsthistorisches Museum de Vienne.

## Description et style
L'œuvre montre les deux bustes sur fond d'un panneau de marbre, selon une typologie tirée des portraits funéraires de la Rome antique. Autre modèle, les doubles portraits en vogue dans la peinture transalpine de l'époque, parfois aussi adoptés par les peintres vénitiens du début du XVIe siècle. Il existe une œuvre similaire, un Double portrait d'un jeune couple, dans la galerie Franchetti à Venise.
Le choix iconographique de Bacchus et Ariane semble dériver du roman allégorique de Francesco Colonna de l'Hypnerotomachia Poliphili, publié à Venise en 1499, dans lequel les illustrations imprimées rappellent la posture du haut-relief.
Le style du relief est marqué par un classicisme mature, avec une humeur poétique des protagonistes comparable aux peintures de Giorgione. La virtuosité de sa technique a permis de créer des portraits idéaux, mais pleins de vitalité.